# ロジャー・ノードランド
ロジャー・ノードランド（スウェーデン語: Roger Nordlund、1957年11月19日 - ）は、オーランド諸島の政治家、オーランド中央党所属、オーランド諸島自治政府副首相兼財務大臣。